# Elezioni presidenziali in Slovenia del 2022
Le Elezioni presidenziali in Slovenia del 2022 si sono tenute il 23 ottobre per eleggere il futuro Presidente della Repubblica Slovena. Poiché nessuno dei candidati ha raggiunto la maggioranza assoluta al primo turno, si è tenuto un secondo turno di votazione fra i due candidati più votati al primo turno in data 13 novembre 2022.
In seguito, svoltosi il conseguente secondo spoglio elettorale, la candidata Nataša Pirc Musar, precedentemente giunta seconda al primo turno, è risultata vincitrice con il 53,86% dei voti, divenendo così la prima donna ad essere eletta Presidente del Paese.

## Risultati
| Nataša Pirc Musar  | Indipendente (PPS - SDS-Z) | 234 361   | 26,88 | 483 812   | 53,89 |  |  |  |
| Anže Logar         | Indipendente (SDS - SLS)   | 296 000   | 33,95 | 414 029   | 46,11 |  |  |  |
| Milan Brglez       | Socialdemocratici (GS)     | 134 726   | 15,45 |           |       |  |  |  |
| Vladimir Prebilič  | Indipendente (V-ZS)        | 92 456    | 10,60 |           |       |  |  |  |
| Sabina Senčar      | Resni.ca (ZLS)             | 51 767    | 5,94  |           |       |  |  |  |
| Janez Cigler Kralj | Nuova Slovenia             | 38 113    | 4,37  |           |       |  |  |  |
| Miha Kordiš        | La Sinistra                | 24 518    | 2,81  |           |       |  |  |  |
| Totale             | Totale                     | 871 941   | 100   | 897 841   | 100   |  |  |  |
|                    |                            |           |       |           |       |  |  |  |
| Voti non validi    | Voti non validi            | 4 625     | 0,53  | 10 224    | 1,13  |  |  |  |
| Votanti            | Votanti                    | 876 566   | 51,73 | 908 065   | 53,59 |  |  |  |
| Elettori           | Elettori                   | 1 694 437 |       | 1 694 373 |       |  |  |  |

| Anže Logar         |  | 33,95% |
| Nataša Pirc Musar  |  | 26,88% |
| Milan Brglez       |  | 15,45% |
| Vladimir Prebilič  |  | 10,60% |
| Sabina Senčar      |  | 5,94%  |
| Janez Cigler Kralj |  | 4,37%  |
| Miha Kordiš        |  | 2,81%  |

| Nataša Pirc Musar |  | 53,89% |
| Anže Logar        |  | 46,11% |